# Gepard (Auto)

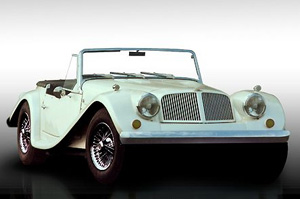
Gepard 1990

Gepard war ein polnischer Sportwagen, der von 1990 bis 1992 von dem Studio Samochodowe Gepard in Warschau und von 1992 bis 1995 von Fabryka Samochodów Gepard in Mielec hergestellt wurde. 

## Technische Daten

### Motor

#### Vierzylindermodell
- Hubraum: 1997 cm³
- Zylinder: 4
- Werkstoff: Aluminium
- Leistung: 80 kW
- bei 1/min: 5500
- Drehmoment: 165 Nm
- bei 1/min: 3000[1]

#### GP 8
- Motor: von Rover
- Hubraum: 3900 cm³
- Zylinder: V8
- Leistung: 140 kW / 190 PS[2]

### Maße und Gewichte
- Gewicht EG: 930 kg